# Рожньонтув
Рожньонтув (пол. Rożniątów, нім. Rosniontau) — село в Польщі, у гміні Стшельці-Опольські Стшелецького повіту Опольського воєводства.
Населення — 862 особи (2011).

## Демографія
Демографічна структура станом на 31 березня 2011 року:
|          | Загалом | Допрацездатний вік | Працездатний вік | Постпрацездатний вік |
| -------- | ------- | ------------------ | ---------------- | -------------------- |
| Чоловіки | 415     | 69                 | 303              | 43                   |
| Жінки    | 447     | 72                 | 278              | 97                   |
| Разом    | 862     | 141                | 581              | 140                  |